# والتر بيديل سميث
والتر سميث (بالإنجليزية: Walter Bedell Smith)‏ (و. 1895 – 1961 م) هو دبلوماسي، وعسكري، من الولايات المتحدة الأمريكية، ولد في إنديانابوليس، إنديانا، ويحمل رتبة عسكرية جنرال، توفي في واشنطن العاصمة، عن عمر يناهز 66 عاماً، بسبب نوبة قلبية.

## مناصب
تولى منصب مدير الاستخبارات المركزية (7 أكتوبر 1950–9 فبراير 1953)، وقائمة سفراء الولايات المتحدة لدى روسيا (3 أبريل 1946–25 ديسمبر 1948).

## التعليم
تعلم في كلية القيادة والأركان العامة للجيش الأمريكي ‏، والكلية الحربية الأمريكية.

## الخدمة العسكرية
خدم في القوات البرية للولايات المتحدة.

## جوائز
حصل على جوائز منها:
- ميدالية النجمة البرونزية
- صليب الفارس الأعظم لنيشان أسد هولندا
- الضابط الأكبر من وسام جوقة الشرف
- الصليب الفضي للفضيلة العسكرية ‏
- وسام صليب غرونوالد البولندي [الإنجليزية]‏
- صليب الحرب 1914-1918 (فرنسا)
- Croix de guerre (Belgium) [الإنجليزية]‏
- نيشان بولونيا ريستيتوتا من رتبة قائد بنجمة
- وسام الاستحقاق الأمريكي برتبة فيلق
- نيشان الحمام من رتبة فارس
- الصليب الأعظم لنيشان تاج السنديان
- وسام كوتوزوف من الدرجة الأولى
- فارس قائد رتبة الإمبراطورية البريطانية
- الصليب الأعظم لوسام التاج البلجيكي
- وسام العلويين الفيلاليين من رتبة الصليب الأكبر
- نيشان بولونيا ريستيتوتا.

## وصلات خارجية
- والتر بيديل سميث على موقع IMDb (الإنجليزية)
- والتر بيديل سميث على موقع الموسوعة البريطانية (الإنجليزية)
- والتر بيديل سميث على موقع مونزينجر (الألمانية)
- والتر بيديل سميث على موقع إن إن دي بي (الإنجليزية)
- والتر بيديل سميث على موقع ديسكوغز (الإنجليزية)